# 갱정전시과
갱정전시과는 덕종 3년(1034)에 개정전시과를 다시 개편하고 그 후 문종 30년(1076) 전면적인 재편성을 한 것이다. 개정전시과의 체제를 그대로 이어받아 18과등제(十八科等制)를 채택하였으나 과등에 따르는 전시(田柴)의 결수(結數)는 상당한 차이가 있었다.고려 전기의 토지 제도 완성을 의미하는 갱정전시과는 개정전시과에 비하여 전시의 액수가 일반적으로 감소한 대신 무관(武官)에 대한 대우가 현저히 상승되었다. 이에 의하면 전시과의 수급 대상자이던 산관(散官)이 배제되고 또 ‘한외과’도 과내(科內)에 편입되었다. 그리고 부대적 조항으로 무산계(武散階)와 별사과(別賜科)에 대한 전시과가 아울러 설치되었다. 일반적으로 전시과라 하면 이 갱정전시과를 말하는데, 그 내용을 약술(略述)하면 제1과의 중서령·상서령·문하시중에게는 전(田) 100결(結)·시지(柴地) 50결을 주었으며, 그 밑으로는 등급에 따라 줄여서 제18과의 한인(閑人)·잡류(雜類)에게는 전(田)만 17결을 지급하였다.

## 같이 보기
- 고려의 토지 제도